# 개구쟁이 스머프 (영화)
개구쟁이 스머프(The Smurfs)는 페요의 동명의 만화를 원작으로 한 2011년 영화이다. 라자 고스넬이 연출했다.

## 줄거리
주책이, 똘똘이, 투덜이, 배짱이, 파파스머프와 스머페트…만화와 애니메이션으로 사랑받아온 '개구쟁이 스머프'가 3D 영화로 다시 태어난다!
평화로운 스머프 마을에 들이닥친 사악한 마법사 가가멜의 습격! ‘파란 달’이 뜰 때만 열리는 마법의 문을 통해 가가멜을 따돌린 스머프들은 지금껏 한번도 보지 못했던 인간세상, 그것도 가장 화려하고 정신없는 뉴욕 도심 한복판에 떨어진다. 뉴욕에서 만난 패트릭, 그레이스 부부와 만나 친구가 된 파파 스머프와 스머프들이 스머프 마을로 돌아가기 위해 다시 ‘파란 달’을 띄우려 고군분투하는 사이, 뉴욕까지 쫓아온 가가멜과 아즈라엘이 추격해오기 시작하는데…

## 출연진
- 빌 헤이더 - 에드
- 톰 케니 - 에뜨
- 로버트 로페즈 - 에디
- 크리스티나 커크먼 - 케빈
- 콜린 오쇼너시 - 내즈
- 수지 용 - 롤프
- 크리스티나 발렌주엘라 - 사라
- 에이프릴 스튜어트 - 지미

## 한국 성우
- 박명수 - 가가멜
- 이하늬 - 스머펫 스머프
- 김경진 - 주책이 스머프
- 박성태 - 배짱이 스머프
- 하성용 - 투덜이 스머프
- 남도형 - 똘똘이 스머프
- 사성웅 - 베이커 스머프
- 엄상현 - 조한
- 우정신 - 그레이스
- 김현심 - 사장
- 구자형 - 해설자 스머프